# Ismael Cerna
 Ismael Cerna Sandoval (3 de julio de 1856 - 1901) fue un poeta guatemalteco nacido en la hacienda «El Paxte», en las faldas del volcán Ipala, en el departamento de Chiquimula. Sobrino del mariscal Vicente Cerna y Cerna, fue perseguido, exilado y apresado tras la Reforma Liberal de 1871 cuando ayudó a su tío a huir del país; siendo un poeta consumado, escribió poemas contra el general Justo Rufino Barrios.  El presidente Manuel Estrada Cabrera ordenó a la Tipografía Nacional de Guatemala imprimir sus obras a finales del siglo xix.

## Biografía

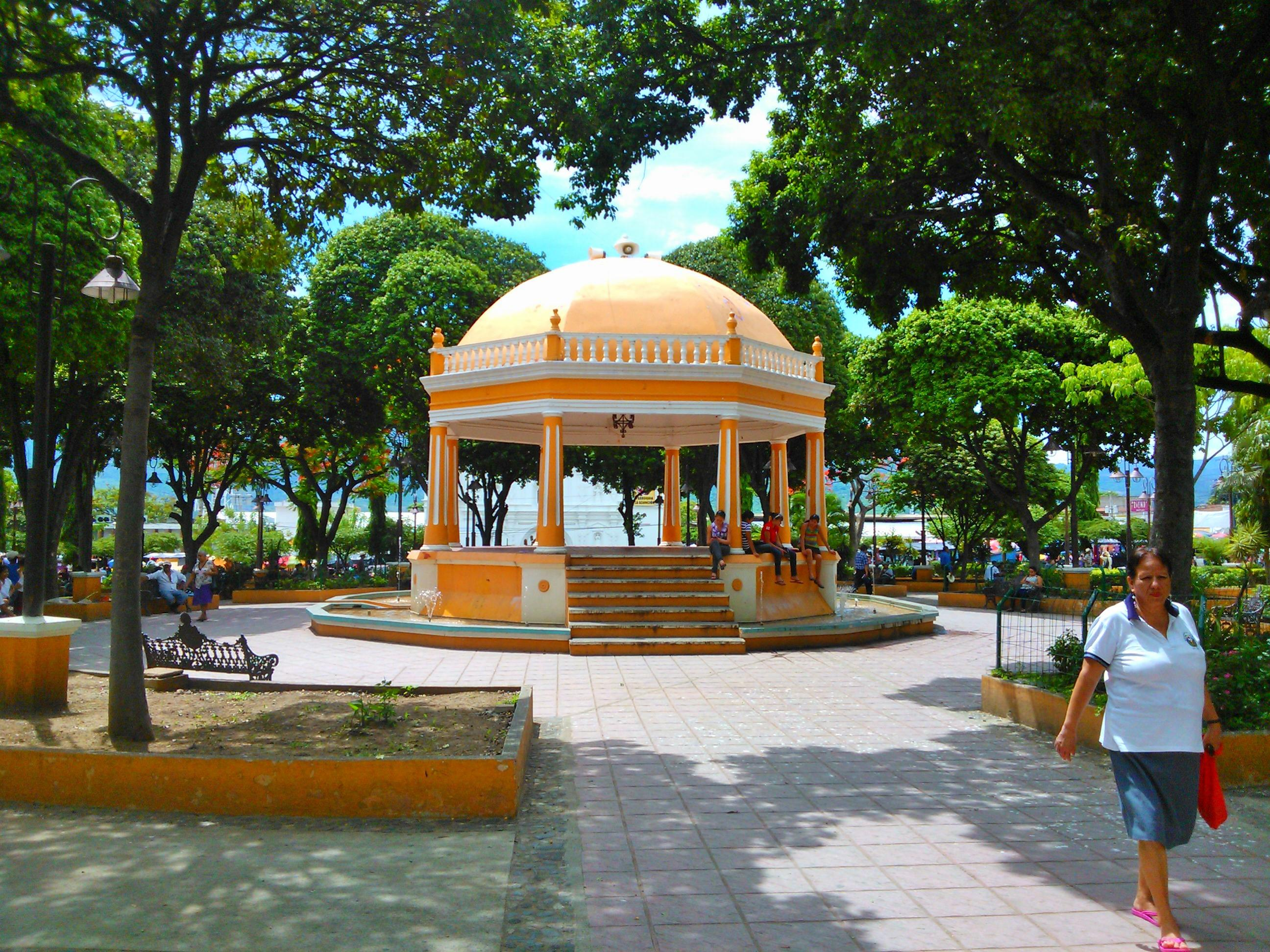
Parque «Ismael Cerna» en el Departamento de Chiquimula en Guatemala, el cual fue nombrado en su honor, como hijo predilecto de ese departamento.

Realizó sus estudios en el colegio de San Buenaventura, graduándose de Bachiller en filosofía. Estudió medicina y ciencias jurídicas en la Universidad Nacional sin concluir ninguna de estas carreras. Posteriormente ingresó en el ejército llegando a tener los galones de coronel. A la caída del gobierno del mariscal Vicente Cerna, que era tío suyo, Cerna Sandoval fue aprendido y encarcelado. Posteriormente salió exiliado a El Salvador. Regresó subrepticiamente a Guatemala en 1884 pero nuevamente fue encarcelado.
A finales del siglo xix, por intervención de sus amigos, el entonces presidente de Guatemala, licenciado Manuel Estrada Cabrera, ordenó a la Tipografía Nacional la impresión de sus poemas.

## Poemas de Justo Rufino Barrios
Siendo sobrino del mariscal Cerna, Cerna Sandoval escribió dos poemas que reflejan la opinión de los conservadores guatemaltecos ante la política de los liberales liderados por Justo Rufino Barrios:
| ¿Y qué! Ya ves que ni moverme puedo y aún puedo desafiar tu orgullo vano. ¡A mí no logras infundirme miedo con tus iras imbéciles, tirano! Soy joven, fuerte soy, soy inocente Y ni el suplicio ni la lucha esquivo; Me ha dado Dios un alma independiente, Pecho viril y pensamiento altivo. Que tiemblen ante ti los que han nacido Para vivir de infamia y servidumbre, Los que nunca en su espíritu han sentido Ningún rayo de luz que los alumbre: Los que al infame yugo acostumbrados Cobardemente tu piedad imploran; los que no temen verse deshonrados porque hasta el nombre del honor ignoran. Yo llevo entre mi espíritu encendida La hermosa luz del entusiasmo ardiente; Amo la libertad más que la vida Y no nací para doblar la frente. Por eso estoy aquí do altivo y fuerte Tu fallo espero con serena calma; Porque si puedes decretar mi muerte, jamás podrás envilecerme el alma. ¡Hiere! Yo tengo en la prisión impía La honradez de mi nombre por consuelo; ¿qué me importa no ver la luz del día Si tengo en mi conciencia la del cielo? Nada me importas tú, furia impotente, Víctima del placer, señor de un día; Si todos ante ti doblan la frente Yo siento orgullo en levantar la mía. Quiero que veas que tu furia arrostro Y sin temblar que agonizar me veas, Para lanzarte una escupida al rostro Y decirte al morir: ¡maldito seas! —Ismael Cerna Tomado de: Ismael Cerna: poeta de pluma y fusil Consultado el 9 de septiembre de 2014. |

| No vengo a tu sepulcro a escarnecerte, no llega mi palabra vengadora ni a la viuda, ni al huérfano que llora ni a los fríos despojos de la muerte. Ya no puedes herir ni defenderte, ya tu saña pasó, pasó tu hora; solamente la historia tiene ahora derecho a condenarte o absolverte. Yo que de tu implacable tiranía una víctima fui, yo que en mi encono quisiera maldecirte todavía. No olvido que en un instante en tu abandono quisiste engrandecer la Patria mía, ¡y en nombre de esa Patria te perdono...! —Ismael Cerna Tomado de: Un Poema para Cada Ocasión: Ante la tumba de Barrios. Consultado el 9 de septiembre de 2014. |

## Otras obras
En 1899 contribuyó con el primer Álbum de las Fiestas Minervalias con el poema A la juventud.